# 劇場版 假面騎士ZERO-ONE REAL×TIME
《劇場版 假面騎士ZERO-ONE REAL×TIME》（日语：劇場版 仮面ライダーゼロワン REAL×TIME），是日本特攝節目《假面騎士ZERO-ONE》的獨立劇場版，口號為「距離全人類滅亡，還有60分鐘（日語：全人類全滅まであと60分）」
另外同時上映系列作《假面騎士聖刃》的獨立劇場版《劇場短篇 假面騎士聖刃 不死鳥之劍士與破滅之書》日本於2020年12月18日上映，台灣於2021年4月16日上映中日雙語版本，香港於2021年4月15日上映。

## 本作特色
- 本作原定於2020年7月23日上映，但因嚴重特殊傳染性肺炎的影響，而導致上映時間延後[1]，最終於TV本篇最終話播出後，官方表示改為同年的12月18日上映[2]，亦為首部延後上映的《假面騎士系列》劇場版作品。
- 本作與同樣兼為《令和假面騎士系列》首兩部獨立劇場版作品以及2020年代首兩部《假面騎士系列》劇場版作品[3]。
- 本作繼《劇場版 假面騎士555 消失的天堂》、《劇場版 假面騎士Wizard in Magic Land》和《劇場版 假面騎士Ghost 100個眼魂與Ghost命運的瞬間》後，第四次出現於劇場版登場的量產假面騎士。
- 本作反派假面騎士——「假面騎士伊甸」和假面騎士ZERO-ONE的劇場版形態——「地獄躍昇蝗蟲（Hellrising Hopper） 」[4]於劇場版情報公開前，首次以造型和玩具商品[5]呈現，也給觀眾一個在觀賞劇場版前，就先預想劇情發展的樂趣。
  - 以上兩位假面騎士分別代表「樂園」和「地獄」，註明了本作想表達的主題。
  - 本作的反派角色「假面騎士伊甸 / 埃斯」一角由曾經參演過《海猿》系列的電視劇和電影的伊藤英明擔當[6]。
  - 本作首次出現戰鬥期間進入倒計時的情節，類似限時體感型懸疑故事[7]。
- 本作繼《劇場版 假面騎士Ghost 100個眼魂與Ghost命運的瞬間》後，再次出現劇中同個反派角色使用兩種不同的道具切換成不同型態的騎士。[8]
- 本作繼《劇場版 假面騎士龍騎 EPISODE FINAL》《假面騎士×假面騎士 W & Decade MOVIE大戰2010》及《假面騎士×假面騎士 Fourze & OOO MOVIE大戰 MEGA MAX》後，第四次出現於劇場版中登場正規性的女性騎士。
- 本作繼《假面騎士×假面騎士 鎧武 & Wizard 天下決勝之戰國MOVIE大合戰》《假面騎士×假面騎士 Drive & 鎧武 MOVIE大戰 Full Throttle》《假面騎士×假面騎士 Ghost & Drive 超MOVIE大戰 Genesis》《假面騎士平成Generations Dr.Pac-Man對EX-AID&Ghost with 傳說騎士》《假面騎士平成Generations FINAL Build & EX-AID with 傳說騎士》和《假面騎士令和The First Generation》後，再次出現於劇中角色重新獲得變身能力的設定。[9]
- 本作繼《劇場版 假面騎士電王 老子我，誕生！》《劇場版 假面騎士鎧武 足球大決戰！黃金果實爭奪杯！》及《劇場版 假面騎士EX-AID True·Ending》後，再次出現劇場版相關的主要角色先行於TV本篇登場。
- 本作中的假面騎士ZERO-TWO在故事後段由女主角伊茲變身而成，並與ZERO-ONE同時變身並肩作戰，也因爲這樣ZERO-ONE和ZERO-TWO的共同登場，完全致敬了假面騎士1號和2號[10][11]。
- 本作首次請來「Akira100%」[12]擔任友情出演，也繼《假面騎士響鬼》[13]、《假面騎士W》[14]和外傳《EX-AID Trilogy Another・Ending 假面騎士Para-DX with Poppy》[15]後，再次有角色在假面騎士劇情中全裸[16]。
- 本作並非ZERO-ONE的「完結篇」，而是ZERO-ONE的「後日談」[17]；時間點位於《假面騎士ZERO-ONE》本篇最終話的三個月後。
- 本作繼《劇場版 假面騎士EX-AID True·Ending》第二次出現於劇場版改邪歸正的反派騎士。
- 截止今日，本作於台灣上映至今，共創下127萬台幣的票房紀錄。

## 故事概要
2020年12月。
『如果神用六天創造出了世界，我將在六十分鐘內破壞殆盡，創造出樂園。』
突如其來現身的謎之男子埃斯 / 假面騎士Eden，與信仰他的數千名信徒一起，於世界各地引發多起恐怖行動。當人們接連崩潰倒下，世界處於大混亂之中，為了阻止埃斯而站出來的飛電或人、不破諫、刃唯阿、天津垓，以及滅亡迅雷.net的迅、滅等人，作為假面騎士在與敵人戰鬥時奮力追查真相。
到底，擁有壓倒性强大力量的埃斯真面目到底是。埃斯試圖創造樂園，又到底有什麼意圖？
跨越人類和AI的隔閡，用60分鐘拯救世界！

## 故事背景&用語
加迪亞
原文： / Guardia
埃斯（一色理人）口中敘述，且為了已故未婚妻——遠野朱音而製造出的「樂園」——即由Think.net成立的一個地下網絡世界，同時也是只有善良人類才能有的世界。
Think.net
原文： / Think.net
一支由「假面騎士伊甸 / 埃斯（一色理人）」透過地下網絡所成立的邪教類型組織，為了創造出屬於他們的「樂園」而對利用最後60分鐘的時間倒數，全世界發動恐怖襲擊。
人數大致超過一億，且每位成員都會穿上白色制服，而且因為Think.net是透過地下網路形成的，所以本作中露臉過的許多成員其實都是由納米機械構造出來的虛擬化身，並且在鼻子至左臉上刻上電子迴路和雙眼發紅作爲特徵，且被打倒後肉體消逝。
已知成員有貝爾、摩亞、路戈、布迦、T.K.英雄和野立萬龜男。
在飛電或人、A.I.M.S.、滅亡迅雷.net、天津垓等介入之下，再隨著埃斯的心結的解開，放下傷痛後，世界的毀滅才得以及時阻止，之後在大多成員都被警方逮捕下，整個組織才得以被瓦解。
Think.net的標誌造型參考自歐洲銀蓮花。
納米MIRAI
原文： / Nano MIRAI
13年前隸屬於Humagear運用實驗都市計劃之一的一間醫療儀器研究所和服務單位，裡面成立了搭載人工智能的醫療用納米機械的研發小組，一色理人和遠野朱音是該小組的成員之二。
13年前（2007年12月），正值破曉事件的發生，研究所所研發的納米機械已進入臨床實驗後因方舟的駭入而暴走，加上朱音又被延誤治療而在60分鐘後不幸離世，破曉事件過後，該研究所已經關閉，也成為本作事件的導火線。

## 登場人物

### 《假面騎士ZERO-ONE》原登場人物
飛電或人（高橋文哉飾)
假面騎士ZERO-ONE和假面騎士ZERO-TWO第一任的變身者。
在與艾斯第一次對決過後被奪走ZERO-TWO Progrisekey及ZERO-TWO驅動器，意識在澤亞衛星的保護下來到了網路世界，並在裡面遇到了遠野朱音，也從她口中聽說了關於艾斯的身份。
最後與伊絲一同擊敗了假面騎士路西法。
不破諫（岡田龍太郎飾）
假面騎士Vulcan的變身者。
在天津垓的幫助下將位於大腦內的人工晶片數據資料重新植入，與刃唯阿兩人一同回復了變身的能力，與刃唯阿、迅、滅、天津垓等人一同迎戰了Think.net軍團。
刃唯阿（井桁弘惠飾）
假面騎士Valkyrie的變身者。
A.I.M.S的成員。
在天津垓的幫助下將位於大腦內的人工晶片數據資料重新植入，與不破諫兩人一同回復了變身的能力，也與不破諫、迅、滅、天津垓等人一同迎戰了Think.net軍團。
迅（中川大輔飾）
假面騎士迅的變身者。
滅亡迅雷.net組織的成員，與刃唯阿、不破諫、滅、天津垓等人一同迎戰了Think.net軍團。
滅（砂川脩彌飾）
假面騎士滅的變身者。
滅亡迅雷.net組織的成員。
因新的方舟的誕生，而獨自一人找上了艾絲，從艾絲口中聽說了關於當年破曉事件中同樣搭載人工智慧的醫療用奈米機械研究所「納米MIRAI」研發的奈米機械造成的事故，之後獨自一人前往Think.net的伺服器，從伺服器連接大腦的資料中查到了關於遠野朱音的身份，也跟刃唯阿、不破諫、迅、天津垓等人一同迎戰了Think.net軍團。
天津垓（櫻木那智飾）
假面騎士Thouser的變身者。
Thouser課的課長。
將位於大腦內的人工晶片數據資料重新植入到不破諫和刃唯阿兩人身上，讓兩人回復了變身的能力，從調查的相關資料中向眾人透露了關於艾斯的真實身份，與福添准及山下三造等人從野立萬龜男口供中查出了Think.net的真實身份，與刃唯阿、不破諫、迅、滅等人一同迎戰了Think.net軍團。
伊絲（鶴嶋乃愛飾）
假面騎士ZERO-TWO第二任的變身者。
或人的秘書型Humagear。
透過傑亞與過去的那一個自己相遇，並與她互成協議下恢復過往原本的記憶成功變成假面騎士ZERO-TWO。
與飛電或人一同擊敗了假面騎士路西法。
福添准（兒嶋一哉飾）
飛電Intelligence的副社長。
山下三造（佐伯新飾）
飛電Intelligence的專務董事。
謝絲塔（成田愛純飾)
福添准的秘書型Humagear。
和刃唯阿一同制伏其中一位正在使用電腦的Think.net的成員。
亡（中山咲月飾）
A.I.M.S的技術顧問。
幫A.I.M.S.分析群聚蝗蟲Progrisekey的數據，找出Think.net的伺服器。
雷 / 宇宙小子雷電（山口大地飾)
飛電宇宙開發中心的飛行員。
駕駛一輛裝有機車——昇華蝗蟲的貨櫃車，行駛到或人面前。
艾絲（鶴嶋乃愛二飾）
因新的方舟的誕生，而被滅一人獨自找上。
向滅表示破曉事件發生當時，除了被方舟駭入的Humagear以外，當時搭載人工智慧的醫療用奈米機械研究所「納米MIRAI」研發的奈米機械也被方舟駭入而失控暴走。
腹筋崩壊太郎（中山翔二飾）
本篇第1話登場，搞笑藝人型Humagear。
白衣天使小真白（大後壽壽花飾）
本篇第8話登場，護士型Humagear。
律師賓果（南圭介飾）
本篇第21-22、24話登場，律師型Humagear。
榮田（橋渡龍馬飾）
A.I.M.S.小隊的成員。
尾野（竹中隼人飾）
A.I.M.S.小隊的成員。

### 本作登場人物
埃斯 / 一色理人 （伊藤英明飾)
假面騎士伊甸的變身者。
於《假面騎士ZERO-ONE》本篇第45話先行登場，接受艾絲給予的伊甸驅動器和EDEN ZetsumeriseKey首次變身成假面騎士伊甸。
「Think.net」組織的創立者兼「加迪亞」的守護者。
於天津垓調查的資料中透露其真實身份為搭載人工智能的醫療用奈米機械開發團隊醫療儀器研究所「納米MIRAI」的領導人 - 一色理人，將自身的大腦意識轉換成為數據，與奈米機械融合重生為一個新的身體，真正的目的是為了將在破曉事件因方舟的暴走而往生的妻子遠野朱音，創建一個屬於她的樂園，把所選上的人帶入網路世界中，並將Think.net的成員排除在外。
一番決戰以後，被得知真相的或人強烈指責一番而後悔莫及，在Think.net知曉一切真相後被攻擊，後在或人等人的掩護下，隻身前往Think.net的伺服器，進入網絡世界和朱音共結連理，最後伴隨著伺服器爆炸而消失。
 貝爾 （福士誠治飾）
假面騎士亞巴頓的變身者之一及假面騎士路西法的變身者。
「Think.net」的幹部兼領導者，現實中是一名心理醫生。
原先忠心於埃斯，但在知道其真正目的後背叛他，並搶奪走伊甸驅動器及EDEN ZetsumeriseKey，成為了假面騎士路西法，取代埃斯成為了「加迪亞」的守護者。
最後被假面騎ZERO-ONE/飛電或人及假面騎士ZERO-TWO/伊茲擊倒。
 摩亞 （畑芽育（虛擬化身）、山田梨奈（真身）飾）
假面騎士亞巴頓的變身者之一。
「Think.net」的女性幹部，現實中是一名育有一子的單親媽媽。
 路戈 （小山悠飾）
假面騎士亞巴頓的變身者之一。
「Think.net」的幹部之一，現實中是一名電玩宅。
 布迦 （後藤洋央紀（虛擬化身）、矢部太郎（真身）飾）
假面騎士亞巴頓的變身者之一。
「Think.net」的幹部之一，現實中是一名上班族。
 T.K.英雄 （江田拓寬飾）
假面騎士亞巴頓的變身者之一。
「Think.net」的信徒之一，本名前田拓治，1993年11月11日生，1.81米高，65kg，血型B。
被A.I.M.S.發現潛藏位置后，被謝斯塔制伏。
 遠野朱音 （山崎紘菜飾）
或人在網路世界裡搭乘地鐵時所遇到的女子，1977年5月2日生，A血型，1.71米高，48kg。
是13年前與埃斯曾經一同參與搭載人工智慧的醫療用奈米機械的開發員，在破曉事件發生前，方舟暴走時駭入其體內的奈米機械，因而往生，也是埃斯的未婚妻。
 野立萬龜男 （AKIRA 100%飾）
ZAIA Enterprise日本分部的專務董事。
座右銘為「100%」，懷疑將ZAIA的技術向外部流出，而被天津垓試圖帶到飛電Intelligence審問，事件結束後被警方逮捕。

## 本作限定登場假面騎士/形態

### 假面騎士ZERO-ONE
變身者：飛電或人（替身演員：縄田雄哉、CV：高橋文哉）
原文： / Kamen Rider ZERO-ONE
| 形態名稱                        | 簡介 | 外觀                                                                                           | 能力 | 必殺技 |
| Hell Rising Hopper 地獄躍昇蝗蟲 | 原文： 配合 飛電ZERO-ONE驅動器 及使用 Hellrise ProgriseKey 變身的形態 身高：197.1cm 體重：106.9kg 拳擊力：60.7t 踢擊力：116.3t 跳躍力：176.61m 行動速度：100m / 0.4秒。 | 全身以黑、紅色為主，胸口正中央有個黑白色且象徵地獄的地球圖案，整體設計與閃耀突擊蝗蟲形態相似。 | 特殊形態，擁有地獄般強大的破壞力量，可製造出能將任何東西都能封閉在內的「地獄躍昇空間」。 也擁有把肉體強行復原的能力。 持續使用這個形態，即使只是使用一次都會陷入失控狀態，就連該Progrisekey本身都無法破壞。 | Hell Rising Impact 原文： 該型態所屬的必殺技（騎士拳和騎士踢）。 右手纏繞地獄般的能量，再來給予一記拳擊，或者是右腳纏繞著漆黑能量，再來給予一記踢擊。 |

### 假面騎士伊甸 → 假面騎士路西法
變身者：埃斯（一色理人） → 貝爾（替身演員：中田裕士 → 岡田和也、CV：伊藤英明 → 福士誠治）
原文： →  / Kamen Rider EDEN → Kamen Rider LUCIFER
名稱由來：伊甸、路西法
| 形態名稱         | 簡介 | 外觀                              | 能力 | 必殺技 |
| Default 基本形態 | 配合 伊甸驅動器 及使用 EDEN ZetsumeriseKey 變身的形態 身高：191.2cm 體重：84.0kg 拳擊力：41.4t → 46.3t 踢擊力：91.8t → 98.9t 跳躍力：51.5m → 57.3m 行動速度：100m / 1.4秒 → 100m / 1.1秒。 | 全身以灰、銀、藏青、紅 → 白色為主 | 基本形態，代表力量為「憎惡與絕滅」和「滅亡」。 其無法用科學觀念解釋的強大實力，足以和人體化的方舟匹敵，同時因為變身者本身是由納米機械構造出來的，擁有肉體再生能力，且擁有將戰鬥中造成的衝擊波物體化的能力。 在路西法的形態下更是擁有比前者還要強的能力。 | EDEN Impact 原文： 伊甸型態所屬的必殺技。 從指尖滴下的血液滴入地面後生成無數的荊棘，使其像血管一樣不斷膨脹，對敵構成劇烈攻擊。 Paradise Impact 原文： 路西法型態所屬的必殺技（騎士踢）。 Thousand Break 原文： 該形態透過裝填Progrisekey的Thousand Jacker所發動的必殺技。 |

### 假面騎士亞巴頓
變身者：貝爾、摩亞、路戈、布迦、Thinknet成員（替身演員：五十嵐睦美、東慶介、石井靖見、鍜治洸太、神前元、寺本翔悟、CV：福士誠治、畑芽育、小山悠、後藤洋央紀）
原文： / Kamen Rider ABADDON
名稱由來：亞巴頓
| 形態名稱                 | 簡介 | 外觀                                                                                                | 能力 | 必殺技 |
| Crowding Hopper 群聚蝗蟲 | 原文： 配合 斬擊亞巴頓昇華器 或 射擊亞巴頓昇華器 及使用 Crowding Hopper ProgriseKey 變身的形態 身高：199.0cm 體重：63.8kg、62.1kg（一般成員） 拳擊力：12.6t、10.8t（一般成員） 踢擊力：38.0t、32.5t（一般成員） 跳躍力：44.7m、38.2m（一般成員） 行動速度：100m / 3.6秒、3.8秒（一般成員）。 | 全身以灰、螢光黃色為主，造型統一至有別於假面騎士的模樣，偏向於襲擊者。 右肩裝甲造型和顔色因人而異。 | 基本形態。 擁有和蝗蟲一樣的跳躍力和群聚能力。 由於是用兩個不同款式且機能同樣的變身腰帶來變身，所以其戰鬥方式因腰帶造型而異，再加上「Think.net」的信徒人數超過將近一億，所以擅長極誇張的人海戰術以及散沙式的恐襲手段。 另外，因被調節成只有「Think.net」的信徒才能夠變身的緣故，所以當其中一個變身者被擊倒的時候，只會留下外甲，而變身者肉體的消失則會以登出後的狀態呈現。 | Crowding Energy Fall 原文： 該型態（斬擊）所屬的必殺技（騎士踢）。 Crowding Energy 原文： 該型態所屬的必殺技（騎士斬）。 Crowding Buster Cannon 原文： 該型態（射擊）所屬的必殺技（騎士拳）。 Crowding Buster 原文： 該型態所屬的必殺技（騎士射擊）。 |

## 本作登場道具

### 變身道具
- 伊甸驅動器

原文： / EDEN Driver
埃斯啟動充滿惡意的空白Key型道具後，其能量將飛電ZERO-ONE驅動器變化後的新腰帶，為假面騎士伊甸和假面騎士路西法的變身腰帶。
按下伊甸驅動器的啓動板機進入待機模式後再將EDEN ZetsumeriseKey展開並插入驅動器即可變身。
變身音效為「Progrise! Ark! Imagine Ideal Illusion! EDEN The KAMEN RIDER! The creator who charges forward believing in paradise.」；發動必殺技的音效為「EDEN Impact! 」。
- 亞巴頓升華器

原文： / Abaddoriser
Think.net由外流的ZAIA企業技術秘密研發的量產變身腰帶，也是假面騎士亞巴頓的變身腰帶兼射擊和斬擊升華器的改色版本，分射擊和斬擊兩種，由於此變身腰帶本身是武器，在不變身的情況下也能用作攻擊。
將ProgriseKey插入道具後展開並扣動扳機即可變身，擁有兩種必殺技發動方式，放在腰帶扣動扳機與持槍時扣動扳機。
插入的音效為「Authorize!」；變身的音效為「Think.net Rise!◆◆」；必殺技啓動的音效為「●●」；腰帶上發動必殺技的音效為「▲▲! Energy（Burst）! Fall（Cannon）!」；持槍時發動必殺技的音效為「▲▲! Energy（Burst）!」。

### ProgriseKey
| 英文名稱        | 日文名稱               | 中文名稱 | 能力                                      | 備註 |
| --------------- | ---------------------- | -------- | ----------------------------------------- | --- |
| Hellrise        | ヘルライズ             | 地獄躍昇 | “Hellrise” 變身或轉換形態成地獄躍昇蝗蟲。 | 存放地獄形象資料的Key型道具。 啓動音效為「Hellrise」（日文：「」） 二次啓動音效為「Hell Hopper's ability!」 完整變身音效為「Hells energy as destroy the world! HELL RISINGHOPPER! Heaven or Hell it doesn't matter.」 （日文：「ヘルズ・エナジー・アス・デストロイ・サ・ワールド！ヘルライジングホッパー！」） 必殺技啓動音效為「Hellrise Charge!」（日文：「へルライズチャージ！」） 由ZERO-TWO Progrisekey被裝填進Thousand Jacker吸收數據，再裝填空白Progrisekey後形成，被遠野朱音比喻為「打開滅世之門的一把鑰匙」。 |
| Crowding Hopper | クラウディングホッパー | 群聚蝗蟲 | “Hit”（擊打） 變身或轉換形態成群聚蝗蟲。  | 存放蝗蟲型像資料的Key型道具。 啓動音效為「Hit」（日文：「」） 二次啓動音效為「Crowding Hopper's ability!」 完整變身音效為「Team that flocks together! Crowding Hopper! An attack method using various group tactics.」 （日文：「チーム・ザット・フロックズ・トゥゲザー！クラウデヒングホッパー！」） 該Progrisekey即使被破壞了也可以進行分析調查，但需要解開密碼才能查出Think.net的相關資料。 |

### ZetsumeriseKey
| 英文名稱 | 日文名稱 | 中文名稱 | 能力                                                   | 備註 |
| -------- | -------- | -------- | ------------------------------------------------------ | --- |
| EDEN     | エデン   | 伊甸     | “EDEN”、“LUCIFER” 變身成假面騎士伊甸及假面騎士路西法。 | 存放伊甸（樂園）資料的Key型道具，以人類作為絕種動物為形象資料的道具。 同時也是假面騎士伊甸和假面騎士路西法的變身道具。 啟動音效為「EDEN」（日文：「エデン」）和「LUCIFER」（日文：「ルシファー」），啟動後會自動展開。 二次啓動音效為「EDEN's ability!」和「Think.net's ability!」 變身成伊甸的完整變身音效為「Imagine Ideal Illusion! EDEN the KAMEN RIDER! The creator who charges forward believing in paradise.」 （日文：「イマジン・アイディアル・イルージョン！エデン・サ・仮面ライダー！」） 變身成路西法的完整變身音效為「The creator who charges forward believing in paradise. OVER THE EDEN.」 |

## 樂曲

### 主題曲
「A.I. ∴ All Imagination」
- 演唱：J × Takanori Nishikawa
- 編曲：J×Takanori Nishikawa/DJ'TEKINA/SOMETHING
- 作曲：J（LUNA SEA）
- 作詞：エンドケイプ

### 插曲
「REAL×EYEZ」 −電視版主題曲
- 演唱：J × Takanori Nishikawa
- 作曲：J（LUNA SEA）
- 作詞：藤林聖子/西川貴教
- 編曲：DJ'TEKINA//SOMETHING

## 演員
- 飛電或人 - 高橋文哉（台配：賈文安；港配：林筠翔）
- 不破諫 - 岡田龍太郎（台配：陳彥鈞；港配：陳成港）
- 伊絲 / 艾絲 - 鶴嶋乃愛（台配：穆宣名；港配：李蔓宜）
- 刃唯阿 - 井桁弘惠（台配：穆宣名；港配：王慧珠）
- 迅 - 中川大輔（台配：黃天佑；港配：袁德基）
- 滅 - 砂川脩彌（台配：江志倫；港配：伍博民）
- 天津垓 - 櫻木那智（台配：蔣鐵城；港配：鄧肇基）
- 宇宙小子雷電（雷） - 山口大地（台配：蔣鐵城；港配：蔡威賢）
- 亡 - 中山咲月（台配：劉如蘋；港配：王綺婷）
- 謝絲塔 - 成田愛純（台配：連婉鈞；港配：王慧珠）
- 山下三造 - 佐伯新（台配：蔣鐵城；港配：待確認）
- 腹筋崩壞太郎 - 中山翔二（なかやまきんに君）
- 律師賓果 - 南圭介（台配：江志倫；港配：待確認）
- 白衣天使小真白 - 大後壽壽花
- 野立萬龜男 - 大橋彰（アキラ100%）
- 摩亞 - 畑芽育
- 路戈 - 小山悠
- 布迦 - 後藤洋央紀
- 貝爾 - 福士誠治
- 遠野朱音 - 山崎紘菜
- 福添准 - 兒嶋一哉（台配：孟慶府；港配：待確認）
- 播報員型Humagear - 伊藤美來
- 謎之男（布迦的真身） - 矢部太郎
- 埃斯/一色理人 - 伊藤英明（台配：蔣鐵城；港配：鄧肇基）

### 配音演出
- 旁白 - 山寺宏一（台配：黃天佑；港配：伍博民）
- AI新聞聲音 - Rinna

## 製作人員
- 原作 - 石之森章太郎
- 導演 - 杉原輝昭
- 劇本 - 高橋悠也

## 外部連結
- 官方網站 （页面存档备份，存于）
- 互联网电影数据库（IMDb）上《劇場版 假面騎士ZERO-ONE REAL×TIME》的资料（英文）